# Kap Moneta
Das Kap Moneta (spanisch Cabo Moneta) ist ein Kap an der Nordküste von Laurie Island im Archipel der Südlichen Orkneyinseln. Es begrenzt westlich die Einfahrt von der Jessie Bay in die Sheila Cove.
Argentinische Wissenschaftler benannten es nach dem Meteorologen José Manuel Moneta (1900–1973), der 1923, 1925, 1927 und 1925 an argentinischen Expeditionsfahrten zu den Südlichen Orkneyinseln beteiligt war.